# Hyalocalyx
Hyalocalyx je rod iz porodice Passifloraceae, potporodica Turneroideae. Jedina vrsta H. setifer raširena je u Africi: Tanzanija, Madagaskar, Mozambik.

## Opis
To je jednogodišnja biljka čija stabljika izraste do 27 cm.,, uspravna, obično jako razgranata od baze; donje grane često duge kao i glavna stabljika ili duže od glavne stabljike i polegnute ili raširene, ostale su raširene ili uzlazne, malo razgranate ili nerazgranate, smeđe do tamnoljubičaste. Listovi eliptični do eliptično-oblancetasti. Cvjetovi pojedinačni, ± 4,5 mm. dugi, skriveni u pazušcima brakteja; peteljka kratka, brakteole odsutne. Čaška ± 2 mm. duga, režnjevi duguljasti, zaobljeni na vrhu, s 1-3 sub-apikalna dlakasta dodatka. Latice žute, ± 4,25 mm. duge. Jajnik ± usko jajolik.